# Guillaume Marcoureau

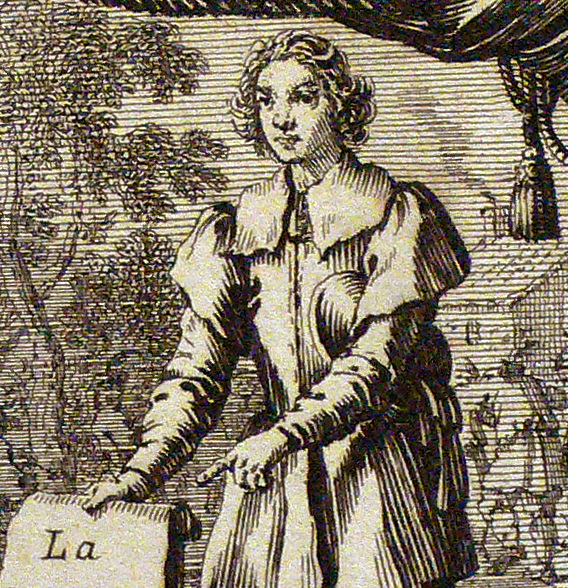
Brécourt in 1666

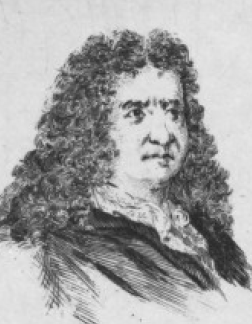
Guillaume Marcoureau

Guillaume Marcoureau (Parijs - 10 februari 1638 - aldaar, 28 maart 1685), bijgenaamd Brécourt, was een Franse acteur en dramaturg. Marcoureaus zelfgeschreven stukken zijn komedies in versvorm die alleen succes hadden dankzij het feit dat hij er zelf in optrad.

## Biografie
Guillaume Marcoureau was de zoon van komediespeler Pierre Marcoureau (bijgenaamd Beaulieu) en Marie Boulanger die eveneens een komediespeelster was. Samen met zijn ouders sloot hij zich aan bij het toneelgezelschap van Jean-Baptiste Monchaingre (beter bekend als Philandre). Kort daarna nam hij het pseudoniem Brécourt aan, naar een hotel waar zijn vader mede-eigenaar van was geweest.
Op 18 december 1659 trouwde Guillaume Marcoureau met Étiennette Des Urlis (1629-1713). Hij speelde in het Théâtre du Marais en trad vervolgens toe tot het gezelschap van Molière, dat hij in 1664 weer inruilde voor het Hôtel de Bourgogne.
Vanuit Parijs vertrok hij naar Londen, alwaar hij in 1674 een Ballet et musique pour le divertissement du Roy de la Grande Bretagne liet opvoeren. In 1682 trad hij toe tot de Comédie Française. Drie jaar later overleed hij als gevolg van een overinspanning tijdens het opvoeren van een van zijn eigen stukken, Timon.

## Werken
- La Feinte mort de Jodelet (Parijs, 1659)
- Le Grand benêt de fils (1664)
- Le Jaloux invisible (Parijs, 1666)
- La Noce de village (Parijs, 1666)
- L'Infante salicoque ou le Héros de roman (1667)
- Ballet et musique pour le divertissement du Roy de la Grande Bretagne (Londen, 1674)
- L'Ombre de Molière (Parijs, 1674)
- La Régale des cousins de la cousine (Frankfurt, 1674)
- La Cassette (1683)
- Timon ou les Flatteurs trompés (Rouen, 1684)